# Thomas F. Bayard junior

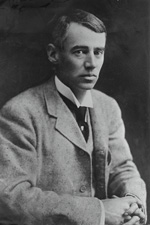
Thomas F. Bayard Jr.

Thomas Francis Bayard Jr. (* 4. Juni 1868 in Wilmington, Delaware; † 12. Juli 1942 ebenda) war ein US-amerikanischer Politiker (Demokratische Partei), der den Bundesstaat Delaware im US-Senat vertrat.
Thomas Bayard entstammte einer Familie, die zahlreiche bekannte Politiker hervorbrachte. Sein Urgroßvater James A. Bayard saß von 1804 bis 1813 als Föderalist im Senat, dem außerdem sein Großvater James A. Bayard Jr., dessen Bruder Richard und sein Vater Thomas F. Bayard angehörten. Der ältere Thomas Bayard war zudem Außenminister der Vereinigten Staaten.
Nachdem er 1890 zunächst seinen Abschluss an der Yale University gemacht hatte, absolvierte er noch die Law School derselben Hochschule und wurde 1893 in die Anwaltskammer von Delaware aufgenommen. In der Folge lebte Bayard vier Jahre lang in New York City und war dort als Firmenanwalt (Corporation Counsel) tätig, ehe er 1901 nach Delaware zurückkehrte. Von 1906 bis 1916 führte er dort als Chairman die Demokratische Partei auf Staatsebene. Als Jurist stand er von 1917 bis 1919 mit dem Posten eines Solicitor in den Diensten der Stadt Wilmington.
Nach dem Rücktritt des demokratischen US-Senators Josiah O. Wolcott am 2. Juli 1921 war zunächst der Republikaner T. Coleman du Pont als dessen unmittelbarer Nachfolger ernannt worden. Zur fälligen Nachwahl für die restliche Legislaturperiode, die gleichzeitig mit der Wahl für die folgende Amtszeit stattfand, trat Thomas Bayard am 7. November 1922 gegen du Pont an. Das Ergebnis der Nachwahl fiel äußerst knapp aus: Während der Amtsinhaber auf 36.894 Stimmen kam, erreichte sein Herausforderer 39.954 Stimmen. Diese 60 Stimmen Unterschied brachten Bayard den Sitz ein. Der Unterschied bei der regulären Wahl war etwas deutlicher: Hier lag der Demokrat um 325 Stimmen vor dem Republikaner, sa dass Bayard auch für die volle Amtszeit gewählt war. Nachdem er sechs Jahre lang der demokratischen Minderheitsfraktion im Senat angehört hatte, bewarb sich Thomas Bayard um die Wiederwahl. Diesmal erzielte er jedoch nur 39 Prozent der Stimmen und unterlag damit deutlich dem ehemaligen Gouverneur John G. Townsend. Bayard musste seinen Sitz im Kongress somit am 3. März 1929 räumen und kehrte nach Wilmington zurück, wo er wieder als Anwalt arbeitete. Eine weitere Kandidatur 1930 für den anderen Senatssitz Delawres war ebenfalls erfolglos.
Thomas Bayard starb im Juli 1942 in Wilmington und wurde dort auf dem Old Swedes Episcopal Church Cemetery beigesetzt. Sein Sohn Alexis schlug ebenfalls eine politische Laufbahn ein und amtierte von 1949 bis 1953 als Vizegouverneur von Delaware.